# リッチランド郡区 (アイオワ州キャロル郡)
リッチランド郡区は、アメリカ合衆国、アイオワ州、キャロル郡にある16の郡区の一つである。2000年の国勢調査で、人口は187人だった。

## 地理
リッチランド郡区は、90.2平方キロメートル（34.83平方マイル)で、組み込まれている自治体(incorporated settlements)はない。